# Jorge Liberato Urosa Savino
Jorge Liberato Urosa y Savino (28. kolovoza 1942.), je venezuelanski rimokatolički kardinal i nadbiskup Caracasa.

## Životopis
Jorge Urosa je rođen u Caracasu u obitelji Luisa Manuela Urosa Jouda i Ligije Savino del Castillo de Urosa. Studirao je humanističke znanosti na Colegio De La Salle Tienda Honda i filozofiju u Međubiskupijskom sjemeništu u Caracasu. Od 1962. do 1965. studirao je teologiju u Sjemeništu sv. Augustina u Torontu.
Nakon toga je pohađao Papinsko sveučilište Gregoriana u Rimu, gdje je dobio doktorat iz dogmatske teologije 1971. Tijekom svog boravka na Gregoriani, vratio se u Caracas gdje se zaredio 15. kolovoza 1967. godine. Za svoje geslo je uzeo Za život svijeta (lat. Pro mundi vita).
Kasnije je Urosa služio kao profesor i rektor sjemeništa San José u Caracasu te kao rektor Međubiskupijskog sjemeništa, isto u Caracasu. Prije nego što je postao generalni vikar Nadbiskupije Caracas bio je predsjednik Organizacije latinoameričkih sjemeništa.
6. srpnja 1982. godine, Urosa je imenovan pomoćnim biskupom Caracasa i naslovnim biskupom Vegesela in Byzacena. Biskupsku posvetu je primio 22. rujna iste godine. Urosa je kasnije postao nadbiskup Valencije (u Venezueli) 16. ožujka 1990. godine te nadbiskup Caracasa 19. rujna 2005. godine. Izabran je i za drugog potpredsjednika Venezuelanske biskupske konferencije 10. siječnja 2006. godine.
Papa Benedikt XVI. ga je uzvisio na čin kardinala svećenika crkve S. Maria ai Montina konzistoriju, 24. ožujka 2006. Urosa je tako postao peti član kardinalskog zbora iz Venezuele. 
Osim toga materinjeg španjolskog, kardinal također govori i engleski, talijanski, francuski i latinski. Od listopada 2011. počasni je predsjednik Venezuelanske biskupske konferencije. Kardinal Urosa je odbacio osnivanje Reformirane katoličke Crkve (anglikanska) u Venezueli, čiji su predstavnici bili predstavljen u srpnju 2008. godine. Crkva djeluje u skladu s bolivarijanskim socijalizmom predsjednika Huge Cháveza. Kardinal Urosa je nazvao tu samoprozvanu Crkvu "nepravilnom udrugom".

## Vanjske poveznice
- (engl.) Jorge Liberato Urosa Savino na catholic-hierarchy.org